# 阿達瑪市足球會
阿達瑪市足球會(Adama City FC)是一支位於埃塞俄比亞阿達瑪的職業足球會，目前於埃塞俄比亞足球甲級聯賽角逐。